# Wengia Solodorensis
La Wengia Solodorensis est la plus ancienne fraternité (Schülerverbindung (de)) de l'école cantonale de Soleure. Ses membres se nomment les Wengianer.
Après avoir passé leur maturité, les anciens actifs rejoignent l'Alt-Wengia. Avec environ 600 membres, celle-ci constitue la plus grande association d'anciens des fraternités soleuroises et l'une des plus importantes de Suisse.

## But et activités
Le but de la société, fidèle à sa devise Patria, Amicitia, Scientia (Patrie, Amitié, Science), est décrit comme suit dans les statuts :

« Le but de la Wengia est de promouvoir l'intérêt scientifique de ses membres. Elle cherche à les unir par l'amitié et à leur permettre, par des conférences et des discussions, d'entrer dans la vie en citoyens préparés. »

Les devises Patria et Scientia sont mises en valeur par des séances sur des thèmes politiques ou scientifiques et des excursions régulières. La Wengia cultive des idées libérales, mais reste politiquement neutre. Le futur étudiant peut s'exercer à argumenter, à critiquer et à faire des exposés dans un environnement informel. Souvent, des personnalités du monde politique, scientifique ou économique sont invitées à s'exprimer. Les membres actifs et futurs citoyens ont ainsi la possibilité de s'informer de première main et de faire la connaissance de personnalités expérimentées.
La devise Amicitia s'exprime dans les manifestations sociales de l'association telles que les Stämmen, Kneipen, Kommersen (les deux séances cérémonielles de boisson et de chant), les bals et les voyages d'études. Une grande importance est également accordée au maintien des traditions et des chants.

## Histoire
Au début des années 1880, des groupes d'étudiants existaient déjà à l'école cantonale de Soleure sous la forme de branches des associations universitaires Helvetia et Zofingue. Leurs activités sont cependant interdites en 1883 par une décision du Conseil d'État.
En été 1884, plusieurs étudiants se réunissent sous la direction de Bernhard Wyss et Leo Weltner dans le but de fonder une nouvelle association. Ils choisissent de la nommer Wengia, probablement en souvenir de l'ancienne association Spe-Fuxen d'Helvetia, nom qui était à l'origine celui de Niklaus von Wengi. Pour la casquette, ils conviennent de la couleur verte, depuis toujours un signe des libéraux-radicaux dans le canton de Soleure, et choisissent les couleurs vert, rouge et vert pour le ruban. La nouvelle association a pour but de préserver la tradition estudiantine de Soleure et de former ses membres sur la base des principes du parti libéral-radical prédominant à Soleure et en Suisse à cette époque. Le 7 novembre 1884, le Conseil d'État soleurois approuve les statuts présentés par 15 étudiants.
Le premier président est Adolf Meyer (Storch), qui décède alors qu'il était encore actif, et le premier Fux-Major Leo Weltner (Streck). Les premiers membres avaient encore vécu dans les classes inférieures les activités des groupes d'étudiants supprimés et pouvaient ainsi renouer avec une ancienne tradition dans la construction de la nouvelle association.

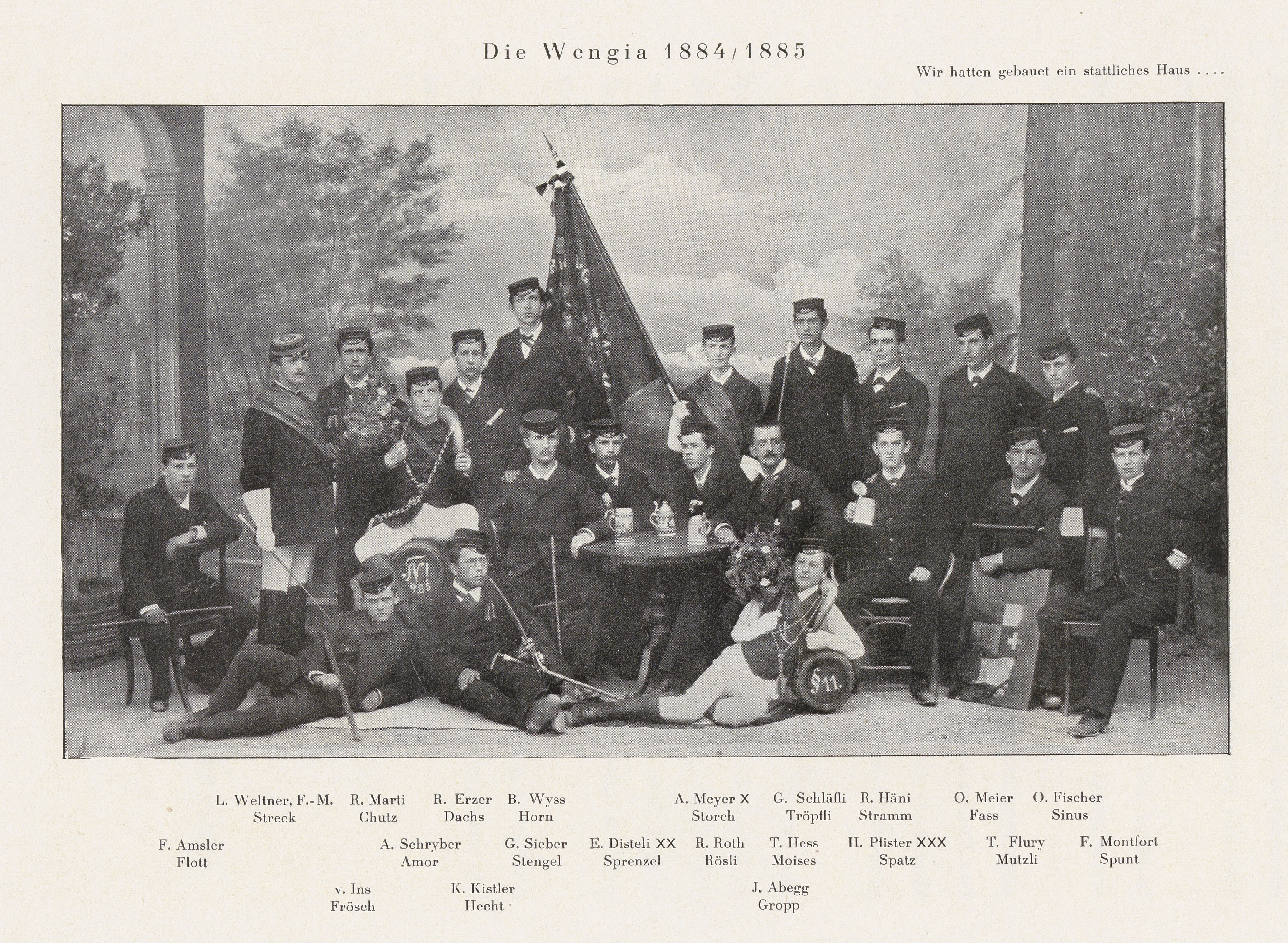
Premiers actifs de la Wengia – semestre d'hiver 1884/1885.

Vient ensuite le temps de la mise à l'épreuve et de la consolidation de la nouvelle association. Avec l'admission d'autres fraternités à l'école cantonale en 1907/1908, la Wengia a de la concurrence. Les relations entre les sociétés d'étudiants évoluent d'une lutte ouverte à une coexistence voire un partenariat.
Pendant la Première Guerre mondiale, la vie des fraternités a été ralentie. En revanche, la "Wengia" a connu un essor pendant la Seconde Guerre mondiale. Avec une vie scolaire et associative limitée, l'intérêt se portait en premier lieu sur les événements guerriers, tout en rejetant clairement tout extrémisme et en se mettant au service de la Défense spirituelle du pays.
La "Wengia" a ressenti tardivement les événements de 1968, mais l'association a relevé le défi et a connu une forte affluence dans les années qui ont suivi.

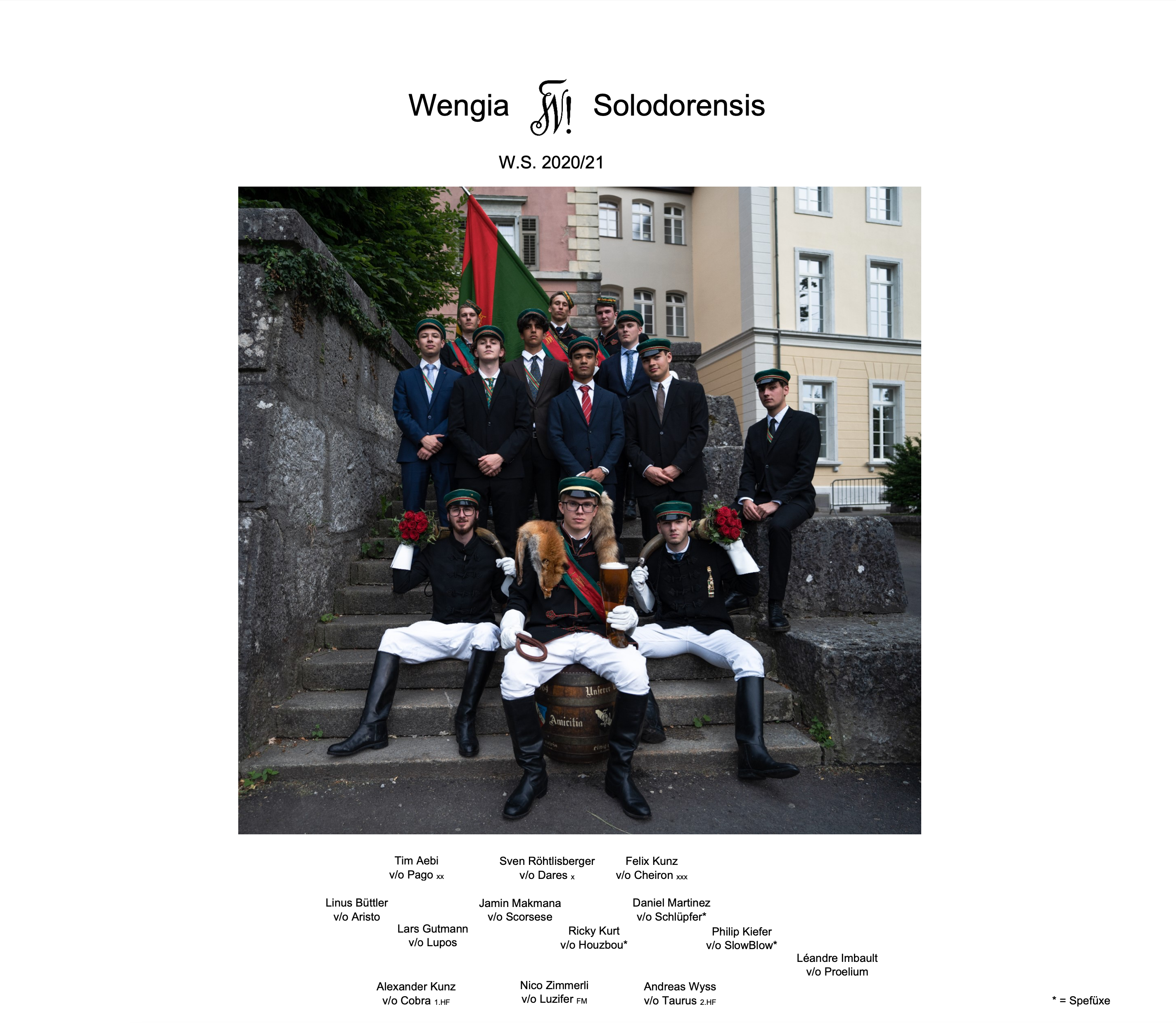
Actifs du semestre d'hiver 2020/2021

## Alt-Wengia (association des anciens)
Très tôt, le besoin de se regrouper s'est fait sentir parmi les anciens. En 1897, après de nombreuses tentatives infructueuses, une association durable de vieux frères est fondée. Les groupes d'anciens de la Wengia, qui existent dans de nombreuses villes universitaires de Suisse, permettent d'entretenir des amitiés en dehors de Soleure et donnent également aux étudiants nouvellement immatriculés l'occasion de demander des conseils et contribuent à lutter contre l'anonymat qui règne dans le monde estudiantin.
L'assemblée générale de l'Alt-Wengia, qui se tient chaque année en novembre à Soleure et à laquelle participent régulièrement près de 300 Wengianer, témoigne de la grande cohésion entre les anciens[réf. nécessaire].

## Restaurant habituel et maison de liaison
Durant les huit premières années de son existence, la Wengia n'avait pas de lieu de réunion fixe. À partir de 1892, elle se réunit dans la Brasserie Schenker de la Judengasse ; le 1er avril 1946, le restaurant Misteli, situé au 14 Friedhofplatz, devient son local principal. En 1957, une Kneipkeller (cave-bistrot) est aménagée dans les anciennes écuries. En 2006, dans le cadre de la rénovation totale de l'immeuble, celle-ci est transférée dans la cave voûtée.
En 1986, l'immeuble est acquis par la  Coopérative de construction Wengia. En 2005, il est transféré à la société Misteli. Celle-ci est majoritairement détenue par l'association des anciens et ses membres.

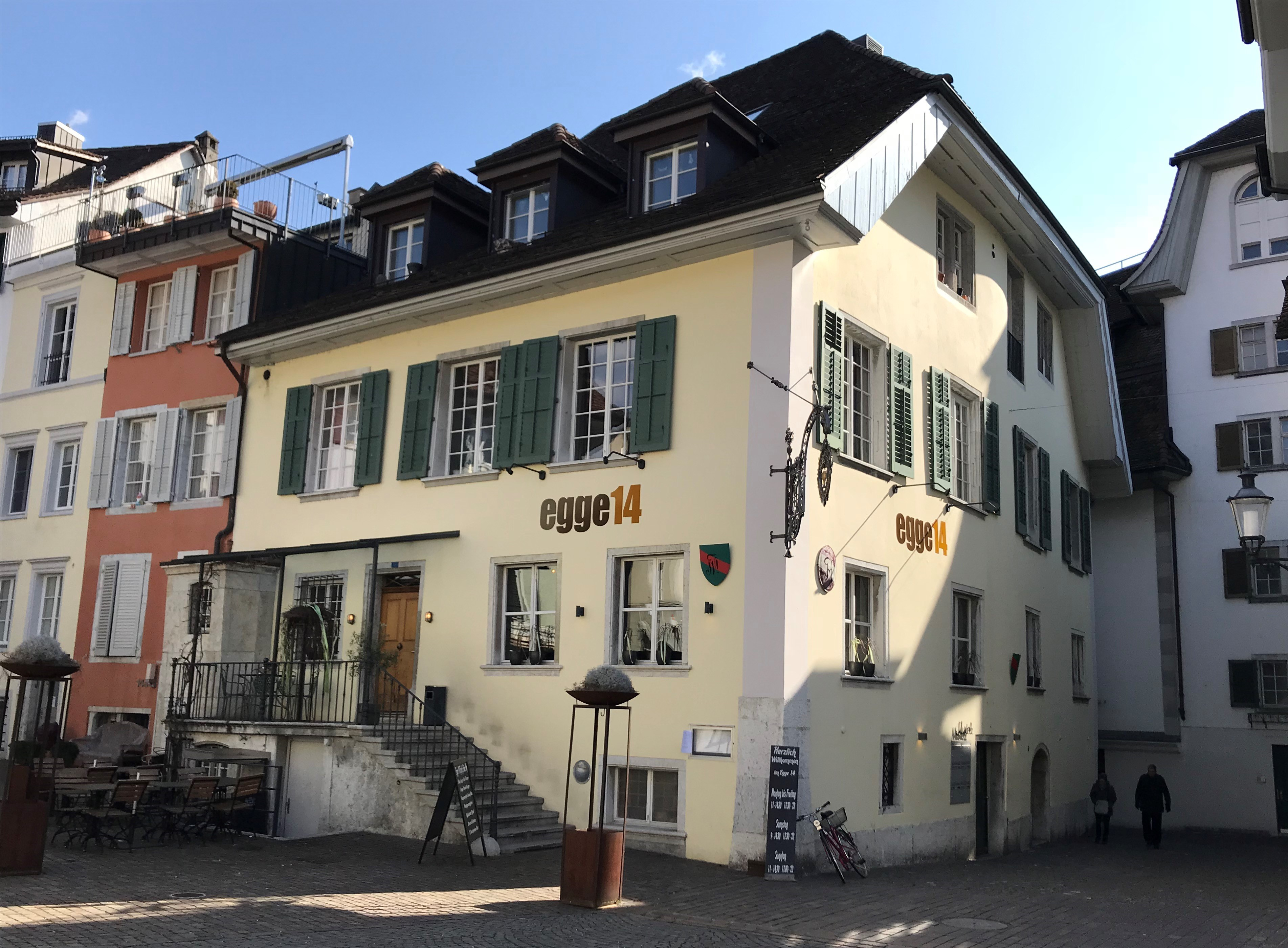
Maison de liaison « Misteli » à Soleure

## Publication de la société
Der Wengianer assure le lien entre les membres actifs et les anciens de la Wengia.
En 1886, les membres actifs publient pour la première fois un journal hectographique, mais sa parution est interrompue en raison de difficultés de production. Der Wengianer voit le jour en octobre 1888 et paraît depuis régulièrement plusieurs fois par an. Les membres actifs et l'association des anciens sont conjointement responsables de la rédaction[réf. nécessaire].

## Membres notables
- Werner Kaiser (1868–1926), conseiller d'État[9]
- Hans Affolter (1870–1936), juge fédéral, conseiller d'État et conseiller national [10]
- Hans Jecker (1870–1946), maire de Soleure[11]
- Hans Kaufmann (1871–1940), conseiller d'État ; membre d'honneur de l'Alt-Wengia[12]
- Arthur Oswald (1872–1938), conseiller d'État
- Josef Reinhart (1875–1957), écrivain ; membre d'honneur de l'Alt-Wengia[13]
- Leo Weber (1876–1969), pédagogue ; membre d'honneur de l'Alt-Wengia[14]
- Alfred Rudolf (1877–1955), conseiller d'État[15]
- Walther Bösiger (1878–1960), conseiller d'État[16]
- Adrian von Arx (1879–1934), juge fédéral, conseiller national[17]
- Eugen Bircher (1882–1956), conseiller national, médecin, écrivain militaire[18]
- Robert Furrer (1882–1962), directeur général des douanes[19]
- Walther Stampfli (1884–1965), conseiller fédéral, conseiller national ; membre d'honneur de l'Alt-Wengia
- Oskar Stampfli (1886–1973), conseiller d'État ; membre d'honneur de l'Alt-Wengia [20]
- Hugo Meyer (1888–1958), maire d’Olten[21]
- Rolf Roth (1888–1985); caricaturiste, peintre et écrivain; membre d'honneur de l'Alt-Wengia[22]
- Paul Haefelin (1889–1972), conseiller aux États, maire de Soleure; membre d'honneur de l'Alt-Wengia[23]
- Eugen Dietschi (1896–1986), conseiller aux États, conseiller national; membre d'honneur de l'Alt-Wengia[24]
- Urs Dietschi (1901–1982), conseiller d'État, conseiller national; membre d'honneur de l'Alt-Wengia[25]
- Max Petry (1904–1989), divisionnaire ; chef de l'artillerie suisse [26]
- Karl Obrecht (1910–1979), conseiller d'État, conseiller national; membre d'honneur de l'Alt-Wengia[27]
- Robert Kurt (1913–1968), maire de Soleure
- Paul Affolter (1917–2005), directeur général des douanes[28]
- Kurt Locher (1917–1991), directeur de l'Administration fédérale des contributions[29]
- Hans Derendinger (1920–1996), maire d'Olten ; membre d'honneur de l'Alt-Wengia[30]
- Fritz Wermelinger (1922–2012), divisionnaire ; chef d'armes de l'artillerie suisse [31]
- Max Affolter (1923–1991), conseiller aux États; membre d'honneur de l'Alt-Wengia[32]
- Hans Künzi (1924–2004); conseiller d'État, conseiller national[33]
- Eugen Lüthy (1927–1990), commandant de corps ; chef de l'état-major général (chef de l'Armée) [34]
- Robert Piller (1935–2019); économiste, journaliste, homme politique local, soutien du canton et de la région du Jura [35]
- Mathias Feldges (1937–2022), conseiller d'État
- Peter Schmid (* 1941), conseiller d'État
- Ruedi Jeker (* 1944), conseiller d'État
- Samuel Schmid (* 1947), conseiller fédéral ; membre d'honneur de l'Alt-Wengia
- Kurt Fluri (* 1955), conseiller national, maire de Soleure
- Hans Schatzmann (* 1962), brigadier, chef d'état-major du chef de l'armée suisse[36],[37]
- Christoph Neuhaus (* 1966), conseiller d'État